# К-317 «Пантера»
| К-317 «Пантера»                                                   | К-317 «Пантера»                                                             | К-317 «Пантера»                                                             |
| ----------------------------------------------------------------- | --------------------------------------------------------------------------- | --------------------------------------------------------------------------- |
| К-317 «Пантера»                                                   |                                                                             |                                                                             |
|                                                                   |                                                                             |                                                                             |
| Російський атомний підводний човен К-317 «Пантера». 8 жовтня 2016 |                                                                             |                                                                             |
| Верф                                                              | завод № 402, Сєверодвінськ                                                  | завод № 402, Сєверодвінськ                                                  |
| Під прапором                                                      | СРСР Росія                                                                  | СРСР Росія                                                                  |
| Належність                                                        | Військово-морський флот СРСР · Військово-морські сили Російської Федерації  | Військово-морський флот СРСР · Військово-морські сили Російської Федерації  |
| Порт приписки                                                     | Гаджієво                                                                    | Гаджієво                                                                    |
| На честь                                                          | Пантера                                                                     | Пантера                                                                     |
| Закладений                                                        | 6 листопада 1986                                                            | 6 листопада 1986                                                            |
| Спуск на воду                                                     | 21 травня 1990                                                              | 21 травня 1990                                                              |
| Введений до складу флоту                                          | 27 грудня 1990                                                              | 27 грудня 1990                                                              |
| Перейменований                                                    | з 10 жовтня 1990 року — «Пантера»                                           | з 10 жовтня 1990 року — «Пантера»                                           |
| На службі                                                         | 1990–по т.ч.                                                                | 1990–по т.ч.                                                                |
| Сучасний статус                                                   | у строю                                                                     | у строю                                                                     |
| Бойовий досвід                                                    | Друга холодна війна                                                         | Друга холодна війна                                                         |
| Проєкт                                                            |                                                                             |                                                                             |
| Тип ПЧ                                                            | багатоцільовий атомний підводний човен                                      | багатоцільовий атомний підводний човен                                      |
| Розробник проєкту                                                 | СПМБМ «Малахіт»                                                             | СПМБМ «Малахіт»                                                             |
| Класифікація НАТО                                                 | Akula                                                                       | Akula                                                                       |
| Основні характеристики                                            |                                                                             |                                                                             |
| Швидкість (надводна)                                              | 16,5 вузлів (30,5 км/год)                                                   | 16,5 вузлів (30,5 км/год)                                                   |
| Швидкість (підводна)                                              | 27 вузлів (50 км/год)                                                       | 27 вузлів (50 км/год)                                                       |
| Робоча глибина занурення                                          | 520 м                                                                       | 520 м                                                                       |
| Гранична глибина занурення                                        | 600 м                                                                       | 600 м                                                                       |
| Автономність плавання                                             | 100 діб                                                                     | 100 діб                                                                     |
| Екіпаж                                                            | 73 особи                                                                    | 73 особи                                                                    |
| Розміри                                                           |                                                                             |                                                                             |
| Довжина найбільша (по КВЛ)                                        | 110,3 м                                                                     | 110,3 м                                                                     |
| Ширина корпусу найб.                                              | 13,6 м                                                                      | 13,6 м                                                                      |
| Середня осадка (по КВЛ)                                           | 9,6 м                                                                       | 9,6 м                                                                       |
| Водотоннажність надводна                                          | 8 140 т                                                                     | 8 140 т                                                                     |
| Водотоннажність підводна                                          | 12 770 т                                                                    | 12 770 т                                                                    |
| Силова установка                                                  |                                                                             |                                                                             |
| Атомна: 1 × ядерний ректор ОК-650Б3                               |                                                                             |                                                                             |
| Гвинти                                                            | 2                                                                           | 2                                                                           |
| Потужність                                                        | 190 МВт                                                                     | 190 МВт                                                                     |
| Озброєння                                                         |                                                                             |                                                                             |
| Торпедно- мінне озброєння                                         | 4 × 650-мм торпедні апарати (12 торпед) і 4 × 533-мм ТА калібру (28 торпед) | 4 × 650-мм торпедні апарати (12 торпед) і 4 × 533-мм ТА калібру (28 торпед) |
| Ракетне озброєння                                                 | ракетний комплекс морського базування РК-55 «Гранат»                        | ракетний комплекс морського базування РК-55 «Гранат»                        |
| ППО                                                               | ПЗРК «Стріла-3М» або «Верба»                                                | ПЗРК «Стріла-3М» або «Верба»                                                |

К-317 «Пантера» (рос. К-317 «Пантера») — радянський/російський багатоцільовий атомний підводний човен проєкту 971 «Щука-Б». Закладений 6 листопада 1986 року під назвою К-317 на заводі завод № 402 у Сєверодвінські під заводським номером 822. 21 травня 1990 року спущений на воду. 27 грудня 1990 року включений до складу входить до складу дивізії підводних човнів Північного флоту Росії. 10 жовтня 1990 року отримав назву «Пантера» на честь підводного човна російського імператорського флоту «Пантера».

## Історія служби
Спочатку підводні човни проєкту «Щука-Б» мали тільки тактичні номери, але 10 жовтня 1990 головнокомандувач ВМФ СРСР В. М. Чернавін підписав наказ про присвоєння К-317 імені «Пантера» на честь підводного човна російського імператорського флоту «Пантера» типу «Барс», який відкрив бойовий рахунок підводників Червоного флоту в 1919 році.
1993 року під керівництвом капітана 1-го рангу Василя Михальчука екіпаж К-317 «Пантера» завоював приз головкому ВМФ і посів перше місце у ВМФ з протичовнової підготовки.
У 1996 році під час бойового походу в результаті аварії холодильної системи у відсіки став надходити фреон, екіпаж зміг без випливу самостійно ліквідувати несправність.
У січні 1999 року командир К-317 «Пантера» капітан 1-го рангу Сергій Справцев удостоєний звання Героя Росії.
До кінця 1990-х К-317 «Пантера» здійснив 2 бойові походи і виконав одну пошукову операцію.
28 січня 2008 року після завершення ремонту човен повернувся до бойового складу ВМФ, був включений до складу 24-ї дивізії підводних човнів 12-ї ескадри підводних човнів Північного флоту з базуванням у бухті Ягельна губи Сайда.